# 魔法人力派遣公司
《魔法人力派遣公司》為角川Sneaker文庫出版，三田誠所著的系列輕小說。插畫由pako負責。由台灣角川發行中譯本小說，譯者K.K.；也改編為漫畫，2007年10月7日推出電視動畫。

## 故事大綱
極度膽小的高中生—伊庭樹，繼承了失蹤的父親所留下的遺產。這份遺產居然是魔法師的人力派遣公司「阿斯特拉爾」！派遣身為魔法師的社員們，解決委託人的疑難雜症，似乎是這家公司的業務？充滿幻想的異種魔法格鬥故事就此展開。

## 登場人物

### 阿斯特拉爾
伊庭樹（CV：福山潤）
「阿斯特拉爾」現任社長與主角，平時看起來很軟弱的樣子，但其實身上持有魔法師們所垂涎的能力「妖精眼」。「妖精眼」所在的右眼平時是用眼罩遮住封印起來的，即使帶著眼罩也能看到咒力的流動，在眼罩揭開之後，性格會發生很大變化。
妖精眼可以看見咒力的流動，而魔法即是由咒力所驅動，因此能藉由預測咒力流動方向而避免傷害，並指示同伴發動攻勢。同時妖精眼被解開封印時，樹也同時得到了言靈和咒力操作的能力。因為言靈的關係，被樹下令的相關成員會幾乎無條件地反射性完成樹的命令。而咒力操作則是可以增幅咒力，讓魔法的施法難度大幅度下降，或是強化術者的能力，同時也讓樹可以僅以目視就影響敵方的咒力控制。本身除了妖精眼外並沒有其他能力，但在「龍與魔法使」事件後，開始和隻蓮學習武術，因為學習魔法的才能近乎零來看，學習武術似乎比較適合。
在「鬼祭與魔法使」中首次出現疑似使用「妖精眼」來影響靈脈的能力。在「吸血鬼與魔法使」事件中，被敵方確立為「靈脈直接操作」能力，本人和阿斯特拉爾相關成員還未發現到此能力。
於「毀滅之龍與魔法師」失去了紅色種子，並失去了大部分的能力。在「銀之騎士與魔法師」雖然仍需佩帶隱形眼鏡來掩蓋妖精眼，不過精度不好亦需要透過自己的想像力來預測咒力的流動等。
依「薔薇十字團」能力分級，此為 7=4 的「被免達人 Adeptus Exemptus」等級之奇蹟，可說是肉體凡胎的魔法使所能做到的最高階奇蹟。7=4 之後的位階都已經算是非人或著和神同等級的位階。
穗波·高瀬·安布勒（CV：植田佳奈）
「阿斯特拉爾」裡凱爾特魔法與魔女課的正式員工，也是樹青梅竹馬的玩伴。知道妖精眼的過去，因為小時候所發生的幽靈屋事件，讓樹的妖精眼受到嚴重的咒波汙染，使得原本不會侵蝕本體的妖精眼開始會侵蝕樹本身。而這也成了穗波心中最大的傷痛，因此穗波於心中立下了要終生守護樹的誓言。為了此目的，穗波發奮圖強，僅以二年時間就成功復活了曾經失傳的居爾特魔法（一般人要完成需至少半輩子的時間），並在畢業後成為「阿斯特拉爾」的員工。因為居爾特起源於自然之中，故擅長使用各種草藥，時常負責為受傷的樹治療的工作。和安緹莉西亞從學院時代開始，就是亦敵亦友的競爭關係，二者互相視對方為最好的朋友和此生唯一的敵人。第三部在調動事件中，被送到協會工作而暫時離職。
依「薔薇十字團」能力分級，應為6=5「大達人 Adeptus Major」位階。（因其實力和安緹莉西亞相當）
貓屋敷蓮（CV：諏訪部順一）
「阿斯特拉爾」的專務董事兼陰陽道課課長，公司創建時就加入的元老員工，也是目前「阿斯特拉爾」在上一代社長管理時期即在職的唯一殘存的正式員工，在雜誌上有個人占卜專欄，這收入佔了「阿斯特拉爾」營業額的極大部分。個性愛貓如命，其式神也是貓，分別別叫青龍、朱雀、白虎與玄武，一般特殊的魔法師最多只能使役二到三個使魔，同時使役四個使魔實屬一流的魔法師，但他卻還能使用四神相應之術使其大量的增幅，令安緹莉西亞驚訝不已。在「妖都的魔法使」事件中，使用「陰陽道」來模枋其它魔法型式，進而能使用其他社員的魔法能力來挫敗敵人，展現了「陰陽道」本身為一綜合性魔法系統的特質。但能如此模仿和使用其它社員的魔法系統，可見其實力之高。自稱在一對一的對決中，只輸給「影崎」過。第三部在調動事件中，被送到協會工作而暫時離職。
依「薔薇十字團」能力分級，其位階不明，但應有 6=5「大達人 Adeptus Major」位階。
葛城美貫（CV：釘宮理惠）
「阿斯特拉爾」神道課的契約社員，小學三年級生，紅白相間的巫女服飾與雙馬尾是其特徵，平常總是非常有精神，為葛城家的二女兒，日本神道教法術的傳人，使用「祓」的力量來發動「絕對」的結界。因為數年前的「鬼祭」失敗，身為二姐妹母親的「葛城桔梗」死亡，而和姐姐「葛城香」產生芥蒂，而離家出走，被貓屋敷撿走後，加入「阿斯特拉爾」。
在「鬼祭與魔法使」事件中，被葛城家帶回，打算做為「鬼祭」中的活祭品。樹等人一開始雖然意欲幫忙，但卻被身為現任當家的「葛城鈴香」（二姐妹的祖母） 所利用。最後在樹等人的努力，暫時解除了葛城家繼來的悲慘歷史。也讓香和美貫姐妹不再受重重的家族規則所綁縛，可以過比較自由的生活。美貫也在事件結束後，再次回到「阿斯特拉爾」。
依「薔薇十字團」能力分級，其位階不明，小說未提及。
黑羽真奈美（CV：伊藤靜）
「阿斯特拉爾」的幽靈課契約社員，還是見習生，長髮及腰，會在頭髮上繫上紅色絲帶（動畫版有出現過綠色的），外表與心智看起來和樹相當，不過因為失去生前的記憶所以不得而知，本來是在醫院徘徊的幽靈，因為樹住院而相遇，在經過醫院裡發生的事件後，接受了樹的邀請，成為「阿斯特拉爾」的一員。
因為是幽靈，擅長使用騷靈現象，可以隨著對自我的認知而改變穿著，初時是負責端茶倒水打掃的工作，不過隨著對騷靈現象控制力越來越高（尤其是樹在的情況下），也逐漸開始能協助一些工作。在「阿斯特拉爾」調動事件中提升為正式社員。
依「薔薇十字團」能力分級，其位階不明，小說未提及。
隻蓮（CV：小西克幸）
「阿斯特拉爾」的創建元老之一，是一個喜歡雲遊世界的破戒僧，體術高強，與前蓋提亞首領是好朋友，知道達佛涅真正身份的少數人，也是製作樹的眼罩的其中一人。使用「密宗」強化自身進行近身肉博戰的魔法系統。原先在布留部市的龍蓮寺擔任住持，在「阿斯特拉爾」調動事件中歸來，對樹等人進行特訓。
依「薔薇十字團」能力分級，其位階不明，但應有 6=5「大達人 Adeptus Major」位階。
海瑟·安布勒
「阿斯特拉爾」的創建元老之一，有著「魔女中的魔女」之稱的魔女長老，製作樹的眼罩的其中一人，在歐洲進行魔法取締。為穗波的祖母，據聞高齡九十歲，卻有著極為年輕的嗓音。在「阿斯特拉爾」調動事件中歸來代替孫女。
奧爾德維恩‧葛勞茲
於「吸血鬼與魔法使」事件中新入社之成員。初登場時為14到15歲左右，有著像藝術品般的亞麻色長髮，和鮮豔的祖母綠色的雙瞳，為一北歐血統的青年。平常都穿著厚重的皮革大衣和能護住耳朵的帽子。本為北歐魔法結社「密密爾」之成員，魔法為北歐的「如尼」。入社後沒多久，就指出「阿斯特拉爾」經營上的問題，和提出改善計劃，有著相當的經營才能。
因悲慘的過往，而身上鑲滿了「如尼」，而使體質被改造到異於常人的程度，也同時對有實力的上位者有著異常的尊重。在學院時，這種對上位者的尊重，被發揮在穗波和安緹莉西亞身上，也因此才會主動學習日文，只為了能聽懂她們二位平時的對話。同時也因此不斷被「密密爾」相關的結社拋棄，而相當討厭魔法結社，覺得魔法結社是醜陋的存在。
因「密密爾」的陰謀而加入「阿斯特拉爾」。初登場時，對「伊庭樹」表現出明顯的殺意，但事實上是為了想保護一直仰慕的穗波和安緹莉西亞。之後折服於樹，在事件結束後拒絕了樹提出的可以回到原結社的看法，而甘心留在「阿斯特拉爾」。之後雖然會對樹表達不滿，時而會抱怨，但事實上對身為社長的樹頗為尊重。
依「薔薇十字團」能力分級，其位階不明，因其特異體質的關係，應有 5=6 的「小達人 Adeptus Minor」位階之上。
拉碧絲（CV：名塚佳織）
「魔法師VS鍊金術師」初登場，外表為12歲左右的東歐系少女，赤髮碧眼，有著雪白的不可思議的肌膚，和看似缺乏感情的表情。
為尤戴克斯所製造的人工生命體，接近人類的身體構造在人造生命體中也屬罕見，平常是被尤戴克斯當作「使魔」一般的對待，本身對尤戴克斯抱持著有如哥哥般的尊敬，能力是奪走一切視力的邪視，在與樹及阿斯特拉爾相處過後，在表現情感上以及和尤戴克斯的關係均有些許改變，但僅只對樹和尤戴克斯抱有信任感，和尤戴克斯在[妖都的魔法使]事件中再次登場。在「阿斯特拉爾」調動事件中加入公司。

### 魔法結社「蓋提亞」
安緹莉西亞·雷·梅札斯（CV：高橋美佳子）
「阿斯特拉爾」競爭對手，魔法組織「蓋提亞」的首領，於某事件中和伊庭樹訂下契約，因而持有「阿斯特拉爾」20%股份的股東，高中二年級學生，英國魔法師，能夠使用所羅門王的秘術召喚72柱魔神。
名門貴族梅札斯家的女兒，生動的金色直捲長髮和翠綠色瞳孔和烏黑的長袍，它也是一襲烏黑的貝雷帽（上學的時候卻會戴著不同顏色的貝雷帽，貿易標記），胸前戴著五角星墜子。
安緹莉西亞做為使用所羅門王魔法的代價是獻上自己的未來，立誓之後生命的每一刻都要為魔法而活。而於以安緹莉西亞為主角的外傳漫畫版中，魔神對應於此誓言，而向安緹莉西亞展示了其生命中必定會出現的人物，即為伊庭樹。在漫畫版中，穗波曾言道：對安緹而言，樹是魔法的選擇，也是少女的選擇。
和穗波從學院時代開始，就是亦敵亦友的競爭關係，二者互相視對方為最好的朋友和此生唯一的敵人。而這種關係也表現在和樹的互動之中。和穗波同時感受到樹位於二者之間正中央的微妙關係，但二人都不敢再進一步，深怕這種關係被破壞。魔法師與所羅門之血事件中，因為樹的幫助而成功地召喚和控制了72柱魔神中的四大魔神之一的「阿斯莫德」。
依「薔薇十字團」能力分級，為6=5「大達人 Adeptus Major」位階。
黛芬妮（CV：甲斐田裕子）
負責照顧安緹莉西亞，同時是「蓋提亞」的副官，安緹莉西亞在日本居住處的女侍長，與安緹莉西亞是同父異母的姐妹，但只有少部分的人知道。於母親死亡後，加入了蓋提亞。做為使用所羅門王魔法的代價是獻出頭髮與眼瞳顏色，而成為白髮灰眼的外表，若不如此其外貌和安緹莉西亞極為相像。因小時安緹莉西亞的一席話，而發誓終身都做為安緹莉西亞的影子而活著，守護這個不知道自己血脈的親生妹妹。擅長護身符魔法。
歐茲華德·雷·梅札斯（CV：中村秀利）
蓋提亞的前任首領，是繼所羅門之後第二位完全召喚72柱魔神的魔法師。同時也是安緹莉西亞·雷·梅札斯的父親，因為觸犯了魔法使的禁忌，也就是讓自己本身成為魔法，但由於魔法失敗並未完整的成為魔法，因此需要吞噬全部的魔神，只能在靈脈中移動，之後由安緹莉西亞秘密追蹤中，但協會的影崎有所懷疑。最後，被安緹莉西亞與阿斯特拉爾聯手破壞掉。
克雷夫·羅蘭德（CV：櫛田泰道）

賈拉（CV：藤原啟治）

### 協會
影崎（CV：小野大輔）
「協會」的成員，外表看起來年齡約在二十歲到四十歲之間，身材既不胖也不瘦，面相上沒有任何的特徵存在，使用魔法為道術，道術的魔法特性為將不應出現的超自然現象回歸於自然狀態，亦即可將魔法（超自然現象）抹銷（回歸為自然的咒力），在協會裡也是相當神祕的存在，主要職務是負責懲罰違反規則的魔法師。
跟支蓮和貓屋敷一樣是“阿斯特拉爾”的元老成員，不過在“阿斯特拉爾”工作時不是用本名，而是以假名“柏原代介”之名活躍於當時的“阿斯特拉爾”。
妖都的魔法使事件中，僅以一人之力就完全鎮壓了呈暴走狀態的靈脈。而在唯一能看到事件全貌的樹眼中，只見一隻巨大宛如遮天的手掌將暴走的靈脈緊緊壓住，可見其實力之高強(其力量據說已達地仙以上的境界)。
菲因‧庫爾達（CV：宮野真守）
於協會懷疑樹有觸犯禁忌可能時被派遣來調查的協會成員，但實際上是[螺旋之蛇]的成員之一，穗波在凱爾特修行時認識的前輩。目前故事中第二位擁有妖精眼的人，和穗波一樣都是凱爾特魔法的使用者。其實力相當之高，在和樹的對峙中，曾召喚出傳說中的米斯特汀（Mystletainn）之槍。
和空之境界中的玄霧皋月是相當類似的角色，傳說中的調換兒（Changeling），以實現別人之願望為生存之目標。因此引誘穗波以禁忌手法來治療樹的眼睛，而造成穗波和阿斯特拉爾成員的對立，同時也想邀請樹加入螺旋之蛇。
達瑞斯‧李維
協會之副代表，於[妖都的魔法使]事件中出場。目前僅知會使用天使召喚術，其魔法技術相當高，但實際實力不明。
為穗波之親生父親，但和母親海瑟‧安布勒斷絕關係。而安布勒之名也由穗波繼承。

### 葛城家
葛城鈴香（CV：磯辺萬沙子）
使用神道的魔法結社葛城家的現任當家，香與美貫的祖母，為了葛城家的祭典要求阿斯特拉爾交出美貫，在貓屋敷陪同下美貫回到了葛城家，卻久久沒有聯繫，因此阿斯特拉爾的成員們一同來到了葛城家，對於不肯妥協的他們給予了「退制鬼」的委託。
葛城桔梗（CV：田中理恵）
鈴香之女，美貫與香的母親，於三年前葛城鬼祭發生事故而身亡。
葛城香（CV：釘宮理恵）
葛城家繼承人美貫的姊姊，雖然年僅10歲，卻使用著與年齡不符的老式用語。繼承葛城的血脈，擁有天生的才能。

### 螺旋之蛇
塔布菈·拉薩
王冠之座，是一個白色的靈體
薩亞吉
慈悲之座，一個褐色肌膚的魔法師，實力不可測的地仙
菲因‧庫爾達
協調之座
詳見協會
梅奇歐雷
永遠之座，死靈術士
傑克
尊嚴之座
基礎
基礎之座，和尤戴克斯同種的自動人偶，同樣使用煉金術
潔希麗葉
王國之座，有吸血鬼別名的符文魔法師

### 其他角色（魔術師）
馬庫雷瓦
留著柯爾曼式短髭 ( Ronald Colman，1891–1958 ) 的標準英國老紳士，為穗波與安提莉西亞恩師於魔法師「學院」的恩師。專精埃及魔法，熱中於研究「妖精眼」。在穗波要離開「學院」回日本時卻使用了猶太教密宗的法術給予穗波最終試驗，被穗波漂亮的解開術法後，提出以研究經費與秘藏的魔法書要求穗波再留半年的條件，被穗波給回絕。
尤戴克斯·特羅迪（CV：安元洋貴）
「阿斯特拉爾」的創建元老之一、前任董事。紅髮及碧綠眼眸，兩公尺高的身材穿著白色的圓領披風。為伊庭司的頭號弟子，一名鍊金術師，真實身分是已破爛不堪的自動人偶(機器人)，伊庭司花了三年五個月八小時二十四分修好尤戴克斯並讓尤戴克斯加入「阿斯特拉爾」。
狄亞娜（CV：水野理紗）
咒物供應商「特裡斯美吉斯托斯（トリスメギストス）」社長，身著黑色喪服的女性，在伊庭司任「阿斯特拉爾」社長時，負責供應「阿斯特拉爾」所需的咒物。
在「冬蟲夏草」的委託後，開始與現任的「阿斯特拉爾」進行咒物交易。這裡所指的冬蟲夏草與現實用來入藥的菌類冬蟲夏草不同，是種具魔性的咒物，而狄亞娜的家族具有培養此種咒物的血統。
於短篇「魔法師，結婚！？」裡，提供儀式所需的禮服與戒指等。
李青鳳（CV：長克巳）
於短篇集「魔法師，集合！」內極短篇「魔法師與偷花賊」裡出現的人物，穿著中國式服裝的道士，個性似乎相當陰險邪惡，為了培養咒物「冬蟲夏草」竟犧牲了整個村落近百人的生命，故事裡使用過奇門遁甲的方術，和操控殭屍的能力。
御凪 鎬（CV：岡村明美）
布留市藏名神社神主，有著與神職身份不符的豪爽個性，在藏名神社夏季祭典時，委託了「阿斯特拉爾」出租審神者(sawa)，夏祭祭典後曾再度出現委託「阿斯特拉爾」供奉船魂的工作，諸刃為其哥哥。
御凪 諸刃（CV：小林由美子）
藏名神社繼承人鎬的哥哥，因十年前的夏祭祭典失敗，受其影響沉睡了十年，相貌也維持在當時的模樣，在「審神者」事件後甦醒，成為藏名神社繼承者，監督妹妹的修行，根據鎬的說法，其劍術相當了得，宛如「被劍神附身一般」。
石動 圭（CV：櫻井孝宏）
經「協會」介紹給「阿斯特拉爾」的魔法師，給予了舉辦星之祭的委託，與貓敷屋同為陰陽道的使用者，姊姊是石動朔夜。
把3年前自己所屬的流派舉辦的星之祭失敗的過錯轉嫁給了貓敷屋，與貓敷屋決鬥時所使用的法術除了陰陽道外，還用了飯鋼法使役式神管狐，並搭配五行之術將其增幅，但實力依然遠不及於貓敷屋，雖然對貓敷屋有著難以說清楚的各種思緒，但事實上心裡對他相當崇拜。
而他在之後的「鬼之祭」事件中再次登場，當時是以「協會」的間諜身份，調查此事件背後是否有「螺旋之蛇」參與。
石動 朔夜（CV：小林沙苗）
石動圭的姐姐。有一頭及肩的黑髮和美麗笑容的女性。使用陰陽道。
在本來為繼承人貓敷屋離開了所屬離開該流派之後，接替成為繼承人，卻因為某個理由在舉辦星之祭時失敗。

### 其他角色（普通人）
日下部 勇花
伊庭樹叔叔的女兒，樹在父親伊庭司失蹤前曾在日下部家住過一陣子，因勇花父親赴美工作，全家移居美國，勇花視樹為親哥哥一般的存在，對他非常的關心，經常打國際電話給樹。
功刀 翔子（CV：那須惠）
與樹和穗波同高中的二年級生，在祖父失蹤時，從祖父的物品中發現了「阿斯特拉爾」前社長伊庭司的名片，因而向「阿斯特拉爾」請求協助。
山田 和志（CV：千々和竜策）
自稱和樹從小學時代開始一直都是好友，現為高中2年級，樹看大雄的魔界大冒險都會昏倒的事，就是因為他的宣傳而廣為人知，因為是樹的好友(自稱)，故事中常在樹與穗波及安緹莉西亞之間做電燈泡，小時候曾受咒波污染。

## 名詞解釋

### 阿斯特拉爾相關
阿斯特拉爾
於世界各地網羅各種魔法人才的新興魔法團體，以初代社長伊庭司創造了魔法師派遣系統為經營方針，依各種需求提供魔法服務，樹為第二任社長，事務所坐落於布留市的一座西式洋房，在初代社長伊庭司曾一度興盛，但隨著伊庭司失蹤，多數成員也離去，一度面臨解散危機。
魔法組織一般都是以單一魔法系統構成，因此像「阿斯特拉爾」這樣擁有各種不同系統的魔法師組成的團體無非是非常特殊的存在，使魔法師派遣系統幫助他人也被視為「異端」的作法，自然是有悠久歷史的「協會」眼中釘，在樹接任社長前，因沒投標任何關於「協會」的工作，評價是實質上最低的「CC」(樹當上社長後提升為「CCC」)。
結社地址為「布留部市由黒区外山季通2-13-3」

### 蓋提亞相關
蓋提亞
具相當歷史的魔法結社，現任首領為安緹莉西亞，以其所投標的工作未曾失敗聞名，因經常接B級與C級以上的工作，「協會」給予評價為「AAA」。Goetia語源為希臘語，含咒術、妖術的意涵（相當於魔術）。

所羅門王
蓋提亞所使用的所羅門魔術系統的創始人，實際存在於西元前1000年左右，古籍記載為以色列聯合王國的國王。

所羅門七十二柱魔神
所羅門所使役的七十二柱魔神，常稱「七十二柱」、「七十二魔神」、「七十二靈」，在本作中為魔法結社蓋提亞一脈相傳的魔法，七十二柱魔神有著各自的形態與職位（爵位），可藉由「喚起」不同的魔神獲得知識或能力的協助，與七十二柱魔神的契約彼此是互相獨立的，也就是說無法使役沒有與之訂下契約的魔神。其中，在七十二柱魔神中有被稱做「至高的四柱」的特別的存在，為眾魔神的統領。

### 其他團體、機關相關
學院
位於英國倫敦的魔法教育、研究機關，在各魔法團體是中立的存在，獨立於位於魔法集團之首的「協會」外，每年夏至會舉辦魔法師的入會儀式
協會
魔術師和魔術結社中最大的互助團體。主要的工作有負責隱藏魔法世界的存在，咒波污染和禁忌的監視，及仲裁魔術團體間彼此的勢力紛爭，也會依等級或特性委託各個魔法團體「工作」，是極為龐大的組織，甚至可以影響某些國家的局勢，檯面上偽裝成巨大的跨國企業，世界排名前五名的八神團及為其使用名義之一，具有強大的經濟力與情報能力。
螺旋之蛇
和協會相反，以禁忌為目標的互助團體，許多成員都是在觸犯禁忌後加入。和協會互相敵對。
向<協會>高舉叛旗，如今成為全世界魔法師注自焦點的組織—<螺旋之蛇>，其幹部稱為座，目前已經確認的有七人。他們各自習得不同的魔法系統，個別實力據說跟<協會>「制裁魔法師的魔法師」不相百仲。
藏名神社
御凪家所侍奉的神社。神社裡供奉著經津主神與御名方神。
特里斯美吉斯托斯
狄亞娜所領導的咒物供應公司，於世界各地都有保存咒物的倉庫，咒物的供應相當齊全。
銀之騎士團
聖殿騎士團的分支，西洋魔法裡有勢力的結社。

### 魔術
在這有關魔術的資料，都是出現在小說前幾頁彩頁中，作者所寫的設定。

#### 魔法系統
魔法系統數據化資料
| 魔法種類              | 魔法特性                                                     | 使用者               | 魔力強度 (Attack) | 靈力防護 (Defence) | 術式速度 (Speed) | 詛咒代價 (Cost) | 咒術技術 (Skill) | 危險度 (Danger) |
| --------------------- | ------------------------------------------------------------ | -------------------- | ----------------- | ------------------ | ---------------- | --------------- | ---------------- | --------------- |
| 居爾特魔法            | 靈樹的後裔 Descendant of Taliesin                            | 穗波·高瀨·安布勒     | 3                 | 2                  | 2                | 2               | 4                | 2               |
| 所羅門王的魔法        | 王命之喚起 Evocation of Solomon                              | 安緹莉西亞·雷·梅札斯 | 5                 | 1                  | 1                | 4               | 5                | 5               |
| 神道                  | 禊 Absolute Purification                                     | 葛城美貫             | 1                 | 5                  | 2                | 2               | 2                | 3               |
| 陰陽道                | 陰陽五行之式 Formula of Five Element                         | 貓屋敷蓮             | 3                 | 3                  | 4                | 4               | 4                | 4               |
| 騷靈現象 Poltergeist  | 無 (嚴格來看，不算魔法)                                      | 黑羽真奈美           | 1~4               | 1~3                | 5                | 3~5             | 1                | 3~5             |
| 鍊金術                | 萬物的轉變 Metamorphic of Ether                              | 尤戴克斯·特羅迪      | 1                 | 1                  | 5                | 3               | 5                | 3               |
| 密宗                  | 兩界曼荼羅 Mandara of Dual World                             | 隻蓮                 | 4                 | 3                  | 3                | 4               | 2                | 2               |
| 魔眼                  | ? (依魔眼種類而定)                                           | 伊庭樹               | 1~?               | 1                  | 3~5              | 3~?             | 1                | 3~?             |
| 如尼魔法              | 秘文字的神性 Reginkunnr of Runa                              | 奧爾德維恩·葛勞茲    | 4                 | 2                  | 5                | 4               | 3                | 4               |
| 道術                  | 中庸之道 Taoism of Moderation                                | 影崎(柏原代介)       | 2                 | 4                  | 4                | 4               | 5                | 4               |
| 神樂                  | 禊 Absolute Purification                                     | 辰巳                 | 2~5               | 4                  | 1~3              | 2~4             | 4                | 2~4             |
| 祓魔式                | 聖靈的加護 Divine protection of Holy Spirit                  | 克羅艾·雷德克利夫    | 4                 | 4                  | 3                | 4               | 2                | 4               |
| 禁呪                  | 萬物的壓制 Control of Essence                                | 劉芳蘭               | 4                 | 5                  | 3                | 4               | 4                | 4               |
| 鏡魔法 Litus Speculum | 無 (這並非系統化的魔法， 其效果完全依賴使用魔法師個人的才能) | 紀曉姆·凱魯碧尼      | 2                 | 3                  | 2                | 3               | 5                | 3               |

居爾特魔法
在古代歐洲實際存在的 「橡樹賢者‧德魯伊」的魔法。由於這種魔法只經由口傳教授，因此必須默背數量龐大的詩歌與知識。
咒力主要從槲寄生上獲得，特別是在月齡第六天時摘採、生長在橡樹上的槲寄生，被視為極品。
除了神諭與咒歌之外，也能借用神的力量引發暴風雨。
所羅門王的魔法
以大衛之子，古代以色列之王 ─ 所羅門為始祖的魔法。
以魔法圓、三角陣、五芒星、六芒星為驅策一切的象徵，率領過去所羅門王役使的所羅門七十二柱魔神。
然而，其象徵與咒文既複雜又曖昧，要學得這種魔法極為困難。只要在施術時一瞬間稍有破綻，魔神就會將施術者吞食殆盡。
神道
在日本主要被視為信仰，但其實是在全世界也很稀有的，針對「祓除不祥」一事特化的魔法。
以神之名，一切的污穢都遭到祓除，甚至不允許污穢靠近。
就某種意義上來說，是性質最為酷烈的魔法。
陰陽道
日本代表性的綜合咒術，就如同之後的密宗，集結了各式各樣的咒術，成為一個咒術系統。
其中特別值得一提的二個特徵是：利用陰陽五行進行的占卜，以及等同於使魔的式神。當陰陽師「施行式」時，使用低階咒階可給予紙張與木片擬似生命，在究極的情況下甚至能役使鬼神。
騷靈現象 Poltergeist
就像叩音或外質一樣，這是當靈顯現時發生的現象。此字在德語中代表著「吵鬧的幽靈」之意。騷靈現象會讓餐具在空中飛舞、使家具 ─ 視情況而定，也有整個家都在震動的報告案例。
這些現象都是不透過魔法咒式，藉由幽靈的強大精神力直接操縱咒力的例子。
也因為如此，咒力會大幅流失，在能力上也有很大的個體差異。與其說是魔法，更接近於依賴個體素質而定的特異能力。
鍊金術
發源自埃及（另有一說為中國）的龐大魔法體系。
儘管統稱為鍊金術，卻是在歐洲、阿拉伯、中國 ─ 或日本等地都個別發展的無數魔法總稱。
然而，其中最著名的 還是在文藝復興時期，試圖精煉出賢者之石、點鉛為金、將人類昇華為神的歐洲鍊金術。
鍊金術師們稱此最終目的為「偉大秘法」 (Ars Magna，又譯為「大衍術」、「黃金鍊成」，指僅用意志就能扭曲和改變世界萬物的法術，不論生死或是時空)。
密宗
密宗是在大乘佛教的最末期，以護摩與曼荼羅等具魔法性質的儀式為中心而形成體系的流派。在日本，密宗作為取代陰陽道的綜合咒術發展下去。
其特徵在於模仿曼荼羅中諸位神佛的形體，以借用其方量。因此，密宗的術式十分具體，並可應用於各方面。
魔眼
以「觀看」來發動的魔法總稱。
在所有的魔法中，魔眼的起源大概也是最為古老的。因為當人類過去還居住在森林之時，對他們構成威脅的「野獸發光的眼睛」，正是魔眼由來的出發點。人類為了獲得這種屬於野獸的力量，於是發展出各式各樣的魔法。如阿拉伯的邪視、中國的陰陽眼、西方的妖精眼......
因此，魔眼的種類與能力，有著極為多樣性的變化。
如尼魔法
起源於北歐神話至高神的古老法術。其系統由二十四個魔法文字構成，每個符文都暗藏著特別的「意義」與「力量」。據說修習如尼魔法的人，能夠刻印、解讀、破壞這些符文。
道術
是在中国流传的、由仙人们使用的魔术总称。那是基于被称呼为<道>的思想、把自身提升到更高境界的魔术体系。
神樂
衍生自神道，是所有用來「讓神明悅樂」的技術總稱。由於系出同源，因此魔法特性與神道同樣是「禊」。
從舞蹈與音樂算起，能、歌舞伎乃至武術都屬於這些技術的範疇，並且大多在祭典上於神前獻藝。
祓魔式
俗稱驅魔的一連串儀式因透過電黠 影而廣為人知，實際上依教派及時代的不同，有著驚人的各式變化。
在<銀之騎士團>中，則是有特別多十字軍東征時研發的實戰術式。由於掌時必須在短時間的訓練裡培育出修道騎士，因此需要即使使用者實力不佳也能發動一定效果的術式。
結果，<銀之騎士團>的魔法就成了對十字架等象徵物上灌注「疸毒」， 再依據信迎的強弱操控「力量」的形式。
禁咒
意指掌握事物與現象的本質，隨心所欲地去操縱。禁絕疾病就不會生病，禁絕火就無法燃燒。
鏡魔法
自古以來，鏡子一直都是神秘的象徵，而且被公認為具有魔法力。特別是在古代社會，甚至被當成權力的象形文徵，不分東、西方都視鏡子為重寶。
而凱魯碧尼使用的鏡魔法就是集合這些技法，經過他個人改編的技術總稱。

#### 魔法位階
第一團（First Order）
又稱外陣，依「薔薇十字團」的分類，屬於眾多凡俗魔法師地帶。
- 0=0，參與者（Neophyte）
- 1=10，熱心者（Zelator）
- 2=9，理論者（Theoricus）
- 3=8，實踐者（Practicus）
- 4=7，哲學者（Philosophus）

第二團（Second Order）
又稱內陣，依「薔薇十字團」的分類，等同優秀魔法師們的階位。
- 5=6，小達人（Adeptus Minor）
- 6=5，大達人（Adeptus Major）
- 7=4，被免達人（Adeptus Exemptus）

第三團（Third Order）
又稱秘密首領，依「薔薇十字團」的分類，據稱帶有肉體者無以進入此團，是個有名無實的存在。
- 8=3，神殿領主（Magister Templi）
- 9=2，魔術師（Magus）
- 10=1，究極者（Ipsissimus）

#### 魔法儀式與現象
魔法圓
經常運用在西方的魔法儀式中，是描繪在地板或牆壁上的圖形。
圓代表結界，能抵抗具有靈能的存在入侵。因此，原本用於召喚的魔法圓，反而以保護施術者本人不受喚起魔物侵害的秘法而興盛起來。
所羅門的魔法圓也是如此，但安緹莉西亞把喚起用的圖形與五芒星同時重疊在一起，可以更加迅速地喚起魔神。
龍
在魔法的定義上，龍總共可以區分為三到四種。其中一種是用來暗論潛藏在魔法師精神世界中的「力量」
另一種則是指魔法生物 ─ 魔獸或妖精的「龍 (這方面還能再分為兩類)。
而最後一種是將自然現象 ─ 洪水或地震視為怪物所稱的「龍」。在這種情況下，最後一種「龍」通常會特別強大。因為像這種擁有靈脈性質，超自然現象的「龍」，有時甚至足以左右一個大國的命運。
鬼
原本只是中國單純用來指稱死者靈魂的名詞。然而，當「鬼」這個字彙傳到日本，被賦予「ONI」這個讀音後，其性質就產生了變化。吸收了祖靈與地靈，道教、佛教和修驗道所沉積的怨恨與憎惡，建構出專屬於日本的魔性觀念。
如今，魔法上的「鬼」並非單純的魔物。而是一個國家裡的反叛者與步向毀滅的神祇－－那些不歸順之物的象徵。
靈擺占卜
據說是早在人類歷史發祥前即存在的占卜技術。以埃及與希臘為首，廣受世界各國的運用。這種占卜在搜索上特別靈驗，其準確度之高甚至獲得數個政府機構採用。女巫術擺占卜也是其中之一，同樣適合用來探查魔法。

#### 咒物與靈獸
冬蟲夏草
原本是寄生在昆蟲幼蟲等主體上生長的真菌類，是數量超過三百種的蟲草之一。
不過在本作品中是指寄生於人類身上的特殊咒物，冬蟲夏草會吸取在人類內循環的咒力 ─ 精氣，在宿主死後數年開花。
在咒物之中，這也是特別稀有的花朵。
玉串
神道儀式中使用的咒物。
楊桐(榊) ─ 意即神之木的帶葉樹枝，能夠連結人世界與神界，將神的旨意傳達給特有者，在另一種說法中，只要獻上玉串，就能將特有者的願望傳遞給神明。
管狐
在木曾地區（位於日本長野縣）的傳說特別多，是靈獸的一種。管指的是竹筒，據說管狐是放入竹筒內飼養，可以隨身攜帶。此外，管狐會從人類的指甲縫間鑽入人體內，令憑依對象成為被附身的狐憑狀態。
這些驅使管狐的法術稱為飯綱法，但本質上卻是與陰陽道不同系統的咒術。至於石動圭的情況則是再三勉強之後，同時使用兩種法術。
四大元素的巨人
在古希獵以及古印度的思想中認為，萬物皆由地水火風四種元素組成。並且由四大天使（或是稱為精靈）掌控這四個元素，以小人或巨心的外形出現。
小人狀態的天使與妖精相差無幾，但化身為巨人的元素天使則是古代多神教的話神原型，蘊含莫大的咒力。
生命之實
從前，伊甸園中央長著智慧樹與生命樹，但亞當吃了智慧樹的果實，得到了智慧。上帝憂慮人類若吃下生命樹的果實將獲得永生，便將他們逐出樂園。
根據喀巴拉研究，生命之實正代表生命的神秘，得到後的人類就能擁有超越人類視野與理解，進而抵達全新的境界。
使魔
正如其名，使魔是魔法師役使的靈體總稱。像陰陽道的式神及所羅門王的魔神等等，在古今東西的魔術之，這類使役物可說是多不勝數。在狹窄的定義上，則抦與術者直接連線役使之物才稱為使魔。
由於連線的關係，使魔與術者相互相影響的情況十分常見，因此，術者一般都會慎重挑選使魔。此外，文中的她與貓是否真為術者與使魔的關係則不得所知。

## 出版書籍
本篇
| 卷數 | 副標題     | 副標題               | 角川書店       | 角川書店               | 台灣角川       | 台灣角川               |
| 卷數 | 日文副標題 | 中文副標題           | 發售日期       | ISBN                   | 發售日期       | ISBN                   |
| ---- | ---------- | -------------------- | -------------- | ---------------------- | -------------- | ---------------------- |
| 1    |            | 魔法師出租中！       | 2004年8月31日  | ISBN 978-4-04-424906-9 | 2007年6月5日   | ISBN 978-986-174-356-1 |
| 2    |            | 魔法師VS鍊金術師！   | 2005年3月31日  | ISBN 978-4-04-424907-6 | 2007年8月9日   | ISBN 978-986-174-453-7 |
| 3    |            | 魔法師，集合！       | 2005年7月30日  | ISBN 978-4-04-424908-3 | 2007年11月28日 | ISBN 978-986-174-521-3 |
| 4    |            | 龍與魔法師           | 2005年11月30日 | ISBN 978-4-04-424910-6 | 2008年2月15日  | ISBN 978-986-174-606-7 |
| 5    |            | 魔法師的宿命！       | 2005年12月28日 | ISBN 978-4-04-424909-0 | 2008年5月17日  | ISBN 978-986-174-690-6 |
| 6    |            | 魔法師修行中！       | 2006年6月30日  | ISBN 978-4-04-424911-3 | 2008年8月16日  | ISBN 978-986-174-784-2 |
| 7    |            | 鬼之祭與魔法師（上） | 2006年10月31日 | ISBN 978-4-04-424912-0 | 2008年11月28日 | ISBN 978-986-174-879-5 |
| 8    |            | 鬼之祭與魔法師（下） | 2006年11月30日 | ISBN 978-4-04-424913-7 | 2009年2月4日   | ISBN 978-986-174-948-8 |
| 9    |            | 魔法師的同學         | 2006年12月28日 | ISBN 978-4-04-424914-4 | 2009年4月29日  | ISBN 978-986-237-052-0 |
| 10   |            | 吸血鬼VS魔法師！     | 2007年6月30日  | ISBN 978-4-04-424915-1 | 2009年7月31日  | ISBN 978-986-237-170-1 |
| 11   |            | 妖都的魔法師         | 2007年9月29日  | ISBN 978-4-04-424916-8 | 2009年10月31日 | ISBN 978-986-237-311-8 |
| 12   |            | 魔法師的記憶         | 2007年12月28日 | ISBN 978-4-04-424918-2 | 2010年4月24日  | ISBN 978-986-237-581-5 |
| 13   |            | 昔日的魔法師         | 2008年3月29日  | ISBN 978-4-04-424919-9 | 2010年5月29日  | ISBN 978-986-237-646-1 |
| 14   |            | 魔法師的妹妹         | 2008年8月1日   | ISBN 978-4-04-424920-5 | 2010年7月30日  | ISBN 978-986-237-759-8 |
| 15   |            | 古都的魔法師         | 2009年2月28日  | ISBN 978-4-04-424921-2 | 2010年9月24日  | ISBN 978-986-237-830-4 |
| 16   |            | 毀滅之龍與魔法師     | 2009年6月30日  | ISBN 978-4-04-424922-9 | 2010年12月28日 | ISBN 978-986-237-972-1 |
| 17   |            | 銀之騎士與魔法師     | 2010年1月30日  | ISBN 978-4-04-424923-6 | 2011年3月22日  | ISBN 978-986-287-105-8 |
| 18   |            | 白之魔法師           | 2010年6月30日  | ISBN 978-4-04-424924-3 | 2011年6月24日  | ISBN 978-986-287-202-4 |
| 19   |            | 魔法師的妹妹再現     | 2011年1月29日  | ISBN 978-4-04-424925-0 | 2011年11月30日 | ISBN 978-986-287-403-5 |
| 20   |            | 惡鬥的魔法師們       | 2011年7月30日  | ISBN 978-4-04-424927-4 | 2012年2月25日  | ISBN 978-986-287-596-4 |
| 21   |            | 生死關頭的魔法師們   | 2012年1月31日  | ISBN 978-4-04-424926-7 | 2012年9月14日  | ISBN 978-986-287-925-2 |
| 22   |            | 最後的魔法師們       | 2012年7月31日  | ISBN 978-4-04-100396-1 | 2013年3月23日  | ISBN 978-986-325-251-1 |
| 23   |            | 未來的魔法師         | 2013年3月30日  | ISBN 978-4-04-100758-7 | 2013年12月18日 | ISBN 978-986-325-710-3 |

外傳
| 副標題 | 角川書店       | 角川書店               |
| 副標題 | 發售日期       | ISBN                   |
| ------ | -------------- | ---------------------- |
|        | 2007年11月30日 | ISBN 978-4-04-424917-5 |

## 漫畫
魔法人力派遣公司
作画：成宮アキホ、角色設定：pako，於月刊Asuka 2006年8月號到2009年9月號期間進行連載。全5卷。
將原作小說第1卷到第2卷改編成漫畫。
| 卷數 | 角川書店       | 角川書店               | 台灣角川       | 台灣角川               |
| 卷數 | 發售日期       | ISBN                   | 發售日期       | ISBN                   |
| ---- | -------------- | ---------------------- | -------------- | ---------------------- |
| 1    | 2007年5月17日  | ISBN 978-4-0492-5044-2 | 2008年1月8日   | ISBN 978-986-174-577-0 |
| 2    | 2007年10月17日 | ISBN 978-4-0492-5052-7 | 2008年6月12日  | ISBN 978-986-174-710-1 |
| 3    | 2008年4月17日  | ISBN 978-4-0492-5059-6 | 2008年11月18日 | ISBN 978-986-174-908-2 |
| 4    | 2009年1月17日  | ISBN 978-4-04-925066-4 | 2009年9月30日  | ISBN 978-986-237-303-3 |
| 5    | 2009年8月24日  | ISBN 978-4-04-925069-5 | 2010年2月25日  | ISBN 978-986-237-541-9 |

魔法人力派遣公司 from SOLOMON
作画・MAKOTO2号、月刊Comp Ace 2007年7月號到2008年5月號期間進行連載。全2卷。
| 卷數 | 角川書店       | 角川書店               | 台灣角川      | 台灣角川               |
| 卷數 | 發售日期       | ISBN                   | 發售日期      | ISBN                   |
| ---- | -------------- | ---------------------- | ------------- | ---------------------- |
| 1    | 2007年10月26日 | ISBN 978-4-0471-3978-7 | 2009年3月26日 | ISBN 978-986-237-010-0 |
| 2    | 2008年4月26日  | ISBN 978-4-0471-5051-5 | 2009年7月18日 | ISBN 978-986-237-195-4 |

## 電視動畫

### 片頭曲
「在宇宙中綻開」（宇宙（そら）に咲く）
歌：コミネリサ
作詞：小峰理紗、作曲：山崎ますみ、編曲：山崎淳、合唱編曲：江口貴勅
- 使用於1話 - 6話、13話 - 18話、22話，第1話是作為ED使用。

「Faith（英文版）」（「宇宙に咲く」の英語版）
歌：コミネリサ
作詞：有坂美香、作曲：山崎ますみ、編曲：山崎淳、合唱編曲：江口貴勅
- 使用於7話 - 12話、19話 - 21話、23話。

「在宇宙中綻開 〜獨奏獨唱版〜」（宇宙（そら）に咲く 〜弾き語りVersion〜）
歌・演奏：コミネリサ
作詞：小峰理紗、作曲：山崎ますみ、編曲：小峰理紗
- 使用於24話。

### 片尾曲
「一起去步行吧。」（歩いていこう。）
歌：吉田旬吾
作詞・作曲：吉田旬吾、編曲：宅見將典
- 使用於2話 - 11話、13話 - 20話、22話 - 24話。

「一起去步行吧。（阿斯特拉爾版）。」（「歩いていこう」。（アストラルVersion））
歌：阿斯特拉爾的大家
作詞・作曲：吉田旬吾、編曲：宅見將典
- 使用於12話、21話。

#### 插入曲
「跟來的一百次歌曲」（ついてくる百回そんぐ）
歌：阿斯特拉爾的大家
作詞・作曲・編曲：松尾泰伸
- 使用於8話。

「一起去步行吧。(無伴奏版)」（「歩いていこう」(アカペラVersion)）
歌：吉田旬吾
作詞・作曲：吉田旬吾、編曲：宅見將典
- 使用於12話、21話。

「神聖的夜晚」（聖なる夜に）
歌：阿斯特拉爾的各位孩子們
作詞：エリコ、作曲・編曲：市川淳
- 使用於12話。

### 各集標題
| 集數   | 日文標題 | 中文標題翻譯       | 小說集數參照 (台版未出集數保留原名)                      |
| ------ | -------- | ------------------ | -------------------------------------------------------- |
| 第1集  |          | 魔法使、出租       | 「魔法師，集合！」 「魔法師與神隱」                      |
| 第2集  |          | 魔女的誓言         | 原創故事                                                 |
| 第3集  |          | 眾神的規范         | 「魔法師，集合！」 「魔法師與夏季祭典」                  |
| 第4集  |          | 不再孤獨           | 「魔法師，集合！」 「魔法師出租中！」                    |
| 第5集  |          | 魔法之夜           | 「魔法師出租中！」                                       |
| 第6集  |          | 妖精眼             | 「魔法師出租中！」                                       |
| 第7集  |          | 紅髮的少女         | 「魔法師出租中！」                                       |
| 第8集  |          | 溫泉魔法           | 原創故事                                                 |
| 第9集  |          | 父親的繼任者       | 「魔法師VS鍊金術師！」                                   |
| 第10集 |          | 人造人之淚         | 「魔法師VS鍊金術師！」                                   |
| 第11集 |          | 寄生於亡者之花     | 「魔法師，集合！」 「魔法師與偷花賊」                    |
| 第12集 |          | 獻給平安夜的安魂曲 | 「魔法師修行中！」 「魔法師與聖誕節」                    |
| 第13集 |          | 入團儀式           | 「魔法師的宿命！」 「魔法師與校園怪談」                  |
| 第14集 |          | 星之記憶           | 「魔法師的宿命！」 「魔法師與星之祭」                    |
| 第15集 |          | 人魚傳說           | 「魔法師的宿命！」 「魔法師與夏之海」                    |
| 第16集 |          | 紅槍               | 「魔法師修行中！」 「魔法師與赤之槍」                    |
| 第17集 |          | 魔神的背叛         | 「魔法師修行中！」 「魔法師與所羅門之血」                |
| 第18集 |          | 所羅門的羈絆       | 「魔法師修行中！」 「魔法師與所羅門的羈絆」              |
| 第19集 |          | 巫女的故鄉         | 「鬼之祭與魔法師」（上）（下）                           |
| 第20集 |          | 鬼之祭典           | 「鬼之祭與魔法師」（上）（下）                           |
| 第21集 |          | 白與黑的禮服       | 「レンタルマギカ 魔導書大全」 「魔法使い、結婚します!?」 |
| 第22集 |          | 沉睡的街道         | 「龍與魔法師」                                           |
| 第23集 |          | 替換兒             | 「龍與魔法師」                                           |
| 第24集 |          | 阿斯特拉爾         | 「龍與魔法師」                                           |

### 播放電視台
日本深夜動畫：下文記載的日本国内播放時間使用日本標準時間（UTC+9）表示。因為部分時間标识會採用30小时制，因此請留意这类超过24:00的时间，其實際播放時間為翌日清晨。
| 播放地区 | 播放电视台     | 播放日期                       | 播放时间                   | 播放区分       |
| -------- | -------------- | ------------------------------ | -------------------------- | -------------- |
| 千葉县   | 千叶电视台     | 2007年10月7日 - 2008年3月23日  | 星期日 24時00分 - 24時30分 | 独立UHF局      |
| 埼玉县   | 埼玉电视台     | 2007年10月7日 - 2008年3月23日  | 星期日 25時30分 - 26時00分 | 独立UHF局      |
| 神奈川县 | 神奈川电视台   | 2007年10月8日 - 2008年3月24日  | 星期一 25時15分 - 25時45分 | 独立UHF局      |
| 京都府   | KBS京都        | 2007年10月8日 - 2008年3月24日  | 星期一 25時30分 - 26時00分 | 独立UHF局      |
| 福岡县   | TVQ九州放送    | 2007年10月8日 - 2008年3月24日  | 星期一 25時53分 - 26時23分 | 东京电视台系统 |
| 北海道   | 北海道放送     | 2007年10月8日 - 2008年3月24日  | 星期一 26時00分 - 26時30分 | 东京电视台系统 |
| 兵庫县   | SUN电视台      | 2007年10月9日 - 2008年3月25日  | 星期二 24時00分 - 24時30分 | 独立UHF局      |
| 東京都   | 东京都会电视台 | 2007年10月10日 - 2008年3月26日 | 星期三 25時30分 - 26時00分 | 独立UHF局      |
| 愛知县   | 愛知电视台     | 2007年10月10日 - 2008年3月26日 | 星期三 26時28分 - 26時58分 | 东京电视台系统 |
| 全日本   | AT-X           | 2008年8月6日 - 2009年1月14日   | 星期三 10時30分 - 11時00分 | CS放送         |

| 播放地区 | 播放电视台 | 播放日期               | 當地播放时间            | 播放区分 |
| -------- | ---------- | ---------------------- | ----------------------- | -------- |
| 香港     | Animax     | 2012年3月20日－4月20日 | 星期一至五 22:00－22:30 |          |
| 臺灣     | Animax     | 2012年8月6日－9月6日   | 星期一至五 22:30－23:00 | 有線電視 |

## 註解
1. ↑  邪視的能力來自於蜥怪之瞳，動畫版將取得蜥怪之瞳製作原創動畫，原作小說則未詳細說明。
2. ↑  Hermes Trismegistus，為出現於鍊金術文獻中，傳說唯一獲得賢者之石的鍊金術師。
3. ↑  動畫版原創多了與狄亞娜的回憶篇。
4. ↑  動畫版將其作為第一集播出，但小說是收錄於單行本第九集「魔法師的同學」的短篇「魔法師與神隱」。
5. ↑  參見小說第三卷「魔法師，集合！」之短篇「魔法師與肖像畫」
6. ↑  篇名與小說單行本第一集相同，據作者說這篇故事為本系列作中最早完成的故事。
7. ↑  在第20集的下集標題中文字幕顯示為「黑與白的禮服」。

## 外部連結
- 魔法人力派遣公司公式網站 （日語）